# Rhus discolor
Rhus discolor là một loài thực vật có hoa trong họ Đào lộn hột. Loài này được E. Mey. ex Sond. miêu tả khoa học đầu tiên.